# Werner Hennig (MfS-Mitarbeiter)
Werner Hennig (* 23. August 1928 in Kleinforst, Kreis Oschatz; † 9. Februar 1999 in Berlin) war Generalmajor des Ministeriums für Staatssicherheit (MfS) und von 1974 bis 1990 Leiter der Abteilung Finanzen des MfS.

## Leben
Werner Hennig wurde als Sohn eines Arbeiters geboren und begann nach dem Besuch der Volksschule 1943/44 eine kaufmännische Lehre, bevor er 1944 in den Reichsarbeitsdienst und 1945 in die Wehrmacht eingezogen wurde. Er geriet in tschechoslowakische und in sowjetische Kriegsgefangenschaft.
1946 trat er in die KPD bzw. die SED ein. Er war zunächst technischer Mitarbeiter beim Orts- bzw. Kreisvorstand der KPD, dann in der SED-Kreisleitung Oschatz und wurde 1949 in der Verwaltung zum Schutz der Volkswirtschaft in Sachsen eingestellt. Die Hauptverwaltung zum Schutze der Volkswirtschaft wurde 1950 zur Länderverwaltung des Ministeriums für Staatssicherheit. Er war dort in der Dienststelle Oschatz tätig. 1951 wurde er nach Berlin in die Abteilung Verwaltung und Wirtschaft des MfS versetzt und wechselte dort 1952 in die Abteilung Finanzen des Ministeriums für Staatssicherheit. 1954 wurde er stellvertretender Leiter der Finanzabteilung. 1957 bis 1960 absolvierte er ein Fernstudium an der Finanzabendschule beim Magistrat von Groß-Berlin und von 1961 bis 1965 an der Fachschule für Finanzwirtschaft Gotha mit dem Abschluss als Finanzwirtschaftler. 1974 wurde er zum Leiter der Abteilung Finanzen im MfS und 1983 zum Generalmajor ernannt. 1988 erhielt er den Vaterländischen Verdienstorden in Gold. Nach der Auflösung des MfS 1990 wurde er aus dem Dienst entlassen. Laut Ermittlungen der ZERV hatte er die Aufteilung des MfS-Vermögens auf standfeste Kader vorgesehen, was allein in Berlin zu mehreren Dutzend Neugründungen von Sicherheitsfirmen nach der Wende und friedlichen Revolution führte. 